# Adam og Eva (Lost)
 For alternative betydninger, se Adam og Eva. (Se også artikler, som begynder med Adam og Eva)
Adam & Eva er to skeletter i tv-serien Lost. De opdages i grotterne i første sæson. De navngives af John Locke med ordene, "Vores helt egen Adam & Eva." Producerne har senere fortalt, at Adam & Eva i sidste ende skal være beviset på, at forfatterne har kendt historiens grundform hele tiden.

## Fodnoter
1. ↑  Kommentarspor til Lost: The Complete First Season

| Lost | Spire Denne artikel om tv-serien Lost er en spire som bør udbygges. Du er velkommen til at hjælpe Wikipedia ved at udvide den. |